# Alba Hintner
Alba (Albina) Hintner, planinka, pedagoška, planinska in folkloristična pisateljica, * 4. december 1872, Ljubljana,  † 23. november 1960, Zell am See na Salzburškem.

## Življenje in delo
Rodila se je v ljubljanski nemški družini Schaffer. 1891 se je poročila s profesorjem na 1. gimnaziji Florianom Hintnerjem, ki je prišel v Ljubljano iz Tirolske leta 1887. 1901 se je z možem, ki je dobil mesto ravnatelja na mestni gimnaziji v Welsu, odselila v Zgornjo Avstrijo (v Welsu je 1902 predavala o jamskih povedkah in o bohinjskih gorah), 1916 pa v češko mesto Aš pri Karlovih Varih. 
V krogu ljubljanskih Nemcev je bila vsestransko družbeno dejavna, posebej kot tajnica ženske podružnice nemškega Schulvereina in nemškega otroškega vrtca, ki je na prelomu stoletja štel 337 članic, ter članica kranjske sekcije nemškega in avstrijskega planinskega društva (Section Krain des deutschen und österreichischen Alpenvereines); hvalili so jo kot odlično in neutrudno predavateljico, ki je znala z besedo in s projicirano fotografijo (skioptikonom) opozoriti na skrite kotičke gora. V slovenskih časopisih je najti o njej samo en zapis, in sicer kako zvabljajo Nemci slovenske otroke v nemški otroški vrtec. Z možem sta planinarila po Julijskih in Kamniških Alpah. 1893 se je kot prva ženska povzpela na Skuto. V Laibacher Zeitung je objavljala planinske potopise, v Laibacher Schulzeitung pedagoške članke in pravljice ter predavala. V samostojni brošuri so leta 1900 izšli spisi Berggänge an der kärntisch-krainischen und krainisch-steirischen Länderscheide, ki so pred tem izhajali v podlistku Laibacher Zeitung. 1901 je s prispevkom o ženskem pohodništvu (Frauenbergfahrten) sodelovala v zborniku ob obletnici nemškega planinskega društva in bila slavnostna govornica. V Laibacher Schulzeitung je istega leta v štirih nadaljevanjih izšlo njeno besedilo Der Hausbischof (Hišni škof); ponatisnil ga je dunajski starševski časopis Schule und Haus.